# 紅炎

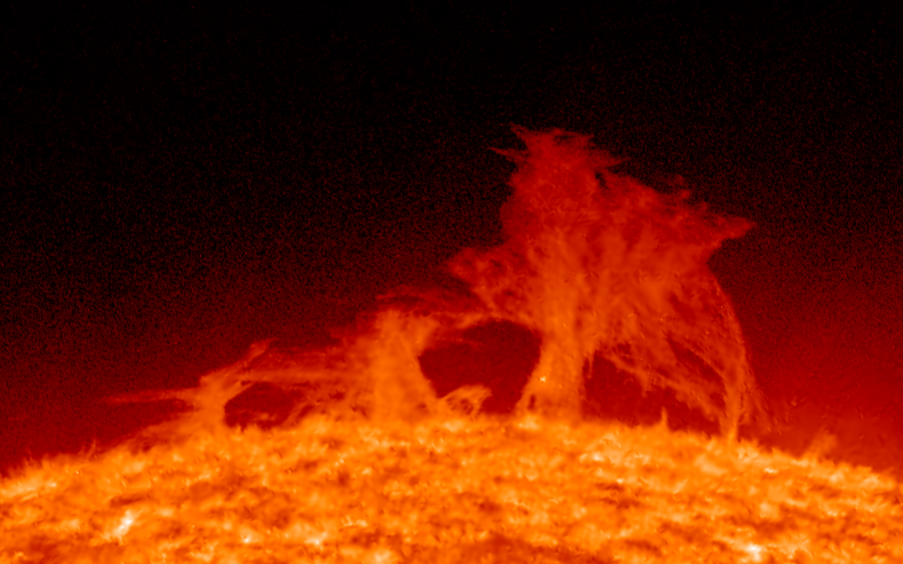
2011年4月14日に撮影された紅炎（太陽プロミネンス）。304Åの極端紫外線波長で撮像した画像に偽色で着色したもの。

皆既日食の際に観測された紅炎

紅炎（こうえん、solar prominence）とは、太陽の下層大気である彩層の一部が、磁力線に沿って、上層大気であるコロナ中に突出したものである。英語のままプロミネンスと呼ばれることも多い。
太陽以外の恒星でも発生し、頻繁に表面での爆発を起こしているオリオン座V1355で2020年12月に観測されたプロミネンスは、秒速約1600キロメートルでV1355の重力を振り切って宇宙空間に放出され、質量は太陽表面における最大級のプロミネンスの100倍以上と推計されている。

## 太陽のプロミネンス
皆既日食の際に、月に隠された太陽の縁から立ち昇る赤い炎のように見えることから名づけられた。紅炎が赤く見えるのは、彩層と同様に主にHα線を放射しているためである。Hα線を選択的に通すフィルターを用いれば、通常時でも観測することができる。
光球上の紅炎をHα線で観測すると、波長の関係で光球よりも暗い線状に見える。この場合には暗条またはダークフィラメント（dark filament）と呼ばれている。光球上にあるかないかでこのように見え方が違うのは、紅炎の背後に光源があるかないかの違いによる（キルヒホッフの法則）。
紅炎には、数ヶ月にわたって安定に存在する静穏型紅炎と、激しく形を変え主に黒点に伴って発生する活動型紅炎の2種類がある。時によって、高さは地球の直径の20倍にもなる。